# Atriplex paludosa
Atriplex paludosa es una especie de planta perenne perteneciente a la familia de las amarantáceas.  Es originaria de Australia.

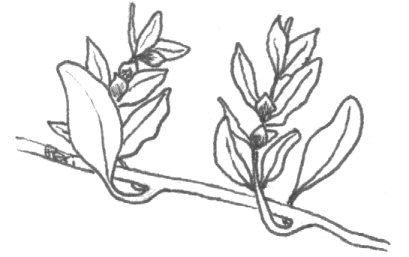
Ilustración

## Descripción
Crece como un arbusto erecto de hasta un metro de altura. Las hojas son de forma ovalada, con uno a cuatro centímetros de largo, y de 2 a 15 milímetros de ancho.

## Distribución y hábitat
Se encuentra en el suroeste de Australia Occidental, Australia del Sur, Victoria y zonas costeras de Tasmania.

## Taxonomía
Atriplex paludosa fue descrita por  Robert Brown y publicado en Prodromus Florae Novae Hollandiae 406. 1810.
Etimología
Atriplex: nombre genérico latino con el que se conoce a la planta.
paludosa: epíteto latino  que significa "pantanosa, de los pantanos.
Variedades
- Atriplex paludosa subsp. baudinii (Moq.) Aellen
- Atriplex paludosa subsp. cordata (Benth.) Aellen
- Atriplex paludosa subsp. moquiniana (Webb ex Moq.) Parr-Sm.

Sinonimia
- Atriplex paludosa var. cordata Benth.
- Atriplex paludosa var. cordivalvis Aellen
- Atriplex paludosa subsp. tridentata Aellen

subsp. baudinii (Moq.) Aellen
- Atriplex drummondii Moq.
- Atriplex paludosa Nees
- Atriplex paludosa var. baudinii Moq.

subsp. cordata (Benth.) Aellen
- Atriplex paludosa var. acuticordata Aellen
- Atriplex reniformis R.Br.
- Pachypharynx acuminata Aellen

subsp. moquiniana (Webb ex Moq.) Parr-Sm.
- Atriplex moquiniana Webb ex Moq.[6]